# МТВ-плюс
"За ТВ" «МТВ-плюс» — мелитопольская телекомпания, одна из крупнейших телекомпаний Запорожской области. Ретранслирует программы информационного телеканала «Россия 24», а также имеет 4 часа в сутки собственного эфирного времени, занятого информационными и аналитическими передачами на региональную тематику. Офис расположен в Мелитополе, по адресу пр-т Б.Хмельницкого, 70, 1 этаж.

## История
Местное телевидение в Мелитополе создали в 1989 году Игорь Таран, Сергей Сергеев (работники Моторного завода), Александр Колчинский (работник «Автоцветлита»), Михаил Пачин, Игорь Мамчур, Николай Чернев (работники Мелитопольского телецентра). Началось все с регистрации в октябре 1989 года мелитопольским горисполкомом «МП Тонис» (первого на тот момент малого предприятия в г. Мелитополе). Директором «МП Тонис» стал Игорь Аркадьевич Таран. Телекомпания в Мелитополе задумывалось как часть создаваемой в то время Региональной Телекомпании «Тонис», которая на тот момент была создана в г. Николаеве Владимиром Иваненко). Телекомпания под тем же названием «Тонис» была создана в начале 90-х годах и в Харькове. Аббревиатура ТОНИС переводится как Творческое Объединение Новых Информационных Систем.
Первая мелитопольская телепередача года вышла в эфир 14 сентября 1990 года. В 1992 году мелитопольская телекомпания «Тонис» была реорганизована в телекомпанию «МТВ-плюс».
В конце 1990-х годов «МТВ-плюс» входил в медиагруппу под управлением Александра Тымчины, также включавшую мелитопольскую радиостанцию «Южный простор» и местную редакцию всеукраинского еженедельника «Теленеделя».
С августа 1997 года «МТВ-плюс» ретранслировал часть передач телеканала «СТБ», с 2001 года — «Нового канала», с 1 января 2008 — спутникового канала ТВі, с 4 апреля 2012 года — телеканала «2+2», некоторое время занимался ретрансляцией телеканала «NewsOne», со второй половины июня 2015 года — спутникового телеканала «Сонце».
В 2007 году Национальный совет Украины по вопросам телевидения и радиовещания объявил предупреждение ТРК «МТВ-плюс» за нарушение предвыборного законодательства. Другой предвыборный скандал с участием «МТВ-плюс» случился в 2012 году, когда директор канала Марина Самбур баллотировалась в Народные депутаты, и канал отказался принять рекламу от Владимира Коротуна, другого кандидата и бывшего директора «МТВ-плюс».
В 2003 и 2007 годах телеканал выступал с обращениями против притеснений со стороны городских властей, а в 2012 году подписал обращение журналистов Мелитополя, критикующее решение Конституционного суда о недопустимости хранения и обнародования конфиденциальной информации о политиках.
В 2008 году идея телепроекта, предложенная телеканалом, была одобрена Советом Европы.
с 1 августа 2022 года «МТВ-плюс» переименован в " За тв".25 октября 2022 года у здания телекомпании «За ТВ» произошел взрыв. Повреждены фасад и часть кабинетов, выбиты окна.

## Деятельность
C 2015 года партнёром «МТВ-плюс» является спутниковый телеканал «Сонце». Согласно договору, «МТВ-плюс» 20 часов в сутки ретранслирует программы «Сонце» и 4 часа в сутки транслирует программы собственного производства. По словам директора «МТВ-плюс», единственным источником дохода телеканала является продажа рекламного времени.
Вещание телепрограмм осуществляется на телеканале 24 PAL с помощью передатчика мощностью 0,1 кВт. Руководство «МТВ-плюс» заявило о готовности к переходу на цифровой формат телевещания, но также отметило связанные с этим административные трудности.
Новостные сюжеты телекомпании также публикуются в текстовом формате на её сайте. По состоянию на 2009 год сайт телекомпании был третьим по посещаемости сайтом Мелитополя.
Телекомпания «МТВ-плюс» является членом Независимой ассоциации вещателей Украины.
В конце февраля 2016 года журналисты МТВ-плюс в одном из своих репортажей показали карту Украины без полуострова Крым. Этот инцидент вызвал большой резонанс среди местных, центральных СМИ и даже Министерства информационной политики Украины по вопросам Крыма. В июле 2016 года директор МТВ-плюс Олег Шостак с депутатами Оппоблока ворвался в кабинет директора коммунального телеканала ТВМ и оккупировал кресло руководителя. Примечательно, что право подписания контракта с директорами КП имеет городской голова на основании сессии горсовета. Попытку уволить Анну Абрамович с поста директора КП ТРК Мелитополь группа Оппоблока предпринимала неоднократно, начиная с подвальной сессии, которая прошла в бизнесцентре семьи нардепа Евгения Балицкого. Однако, попытки Шостака захватить власть успехом не увенчалась.
В 2019 году МТВ-плюс испытал серьёзные проблемы в связи с переходом на цифровое телевидение. Большую часть сотрудников уволили, и осталось работать только 6 человек: директор, главный инженер, системный администратор, журналист, видеооператор и менеджер по рекламе.

## Награды
- Работы журналистов и операторов телеканала были отмечены грамотами и дипломами конкурсов «Золотая эра», «Золотая волна», «Золотой Георгий», «Украина Единая», «Телетриумф»[19].
- Журналисты телекомпании «МТВ-плюс» были призёрами Всеукраинского конкурса журналистских расследований[21].
- Работники телеканала награждались местными премиями имени Ольги Данишевской (2009)[22] и Петра Жагеля (2010)[23].

## Руководители
- Таран, Игорь Аркадьевич — директор «МП Тонис» (в 1989—1991 годах)
- Колчинский, Александр — и. о. главного редактора телекомпании «Тонис» (ок. 1992)[4]
- Тымчина, Александр — руководитель медиагруппы, включавшей «МТВ-плюс» в 1996—1998 годах[5]
- Коротун, Владимир Викторович — директор телеканала в 2005—2009[24]
- Самбур, Марина Леонидовна — директор с 2009 по 2015[24]
- Копайлова, Татьяна — главный редактор (по крайней мере, с 2005 по октябрь 2019[13])
- Олег Шостак — директор с 2015 года